# Eukiefferiella mongoluveus
Eukiefferiella mongoluveus är en tvåvingeart som beskrevs av Sasa och Suzuki 1997. Eukiefferiella mongoluveus ingår i släktet Eukiefferiella och familjen fjädermyggor. Inga underarter finns listade i Catalogue of Life.